# Tidselsommerfugl
Tidselsommerfuglen (Vanessa cardui) er en sommerfugl i takvingefamilien. Det er den mest udbredte dagsommerfugl i verden. Kun på Antarktis og i Sydamerika mangler den. Sommerfuglen overvintrer ikke i Danmark, men kommer hertil i forsommeren fra Nordafrika og Mellemøsten. Den søger ivrigt nektar i blomster, sjældnere ses den på gærende frugt. Tidselsommerfuglen ses især i tørre og blomsterrige områder. Antallet af tidselsommerfugle i Danmark varierer meget fra år til år. Flest ses sidst på sommeren, når den nye generation er klækket. Det ser ud til, at den hvert tiende år optræder særlig talrigt.

## Udseende
Tidselsommerfuglen er temmelig stor med et vingefang mellem 50-60 mm. Den ses tit på sommerfuglebuske, hvor man kan nyde dens klare orange farver og sorte og hvide pletter. Tidselsommerfuglens underside er mindst lige så spraglet som oversiden. Der er ikke den store forskel på kønnene, og variationen er i det hele taget lille. De tilflyvende individers vinger er ofte meget slidte.
- Vanessa cardui
- △ Vanessa cardui

## Livscyklus
Indvandrende sommerfugle lægger æg på mange forskellige planter. Ægget klækkes efter 3-7 dage. 3-4 uger senere er larven udvokset og forpupper sig. Efter to uger klækkes puppen, og den voksne sommerfugl kommer frem.

## Foderplanter
Tidsler, evighedsblomst, bynke og mange andre kurveblomster samt nælder, katost og potentil med flere.

## Galleri
| Galleri med danske arter i Takvingefamilien |
| --- |
| Egentlige takvinger ↓ - Perlemorsommerfugle ↓ Randøjer ↓ - Monark - Leptidea sinapis - Iris - Apatura iris - Poppelsommerfugl - Limenitis populi - Hvid admiral - Limenitis camilla Egentlige takvinger - Kirsebærtakvinge - Nymphalis polychloros - Østlig takvinge - Nymphalis xanthomelas - Det hvide L - Nymphalis vaualbum - Sørgekåbe - Nymphalis antiopa - Dagpåfugleøje - Aglais io - Admiral - Vanessa atalanta - Tidselsommerfugl - Vanessa cardui - Nældens takvinge - Aglais urticae - Det hvide C - Polygonia c-album - Nældesommerfugl - Araschnia levana Pletvinger - Okkergul pletvinge Melitaea cinxia - Mørk pletvinge Melitaea diamina - Brun pletvinge Mellicta athalia - Askepletvinge Euphydryas maturna - Hedepletvinge Euphydryas aurinia Perlemorsommerfugle - Kejserkåbe Argynnis paphia - Østlig perlemorsommerfugl - Argynnis laodice - Markperlemorsommerfugl Argynnis aglaja - Skovperlemorsommerfugl Argynnis adippe - Klitperlemorsommerfugl - Argynnis niobe - Storplettet perlemorsommerfugl Issoria lathonia - Engperlemorsommerfugl Brenthis ino - Moseperlemorsommerfugl Boloria aquilonaris - Brunlig perlemorsommerfugl Boloria selene - Rødlig perlemorsommerfugl Boloria euphrosyne - Violet perlemorsommerfugl Clossiana dia Randøjer - Galathea Melanargia galathea - Sandrandøje Hipparchia semele - Skovbjergrandøje Erebia ligea - Græsrandøje Maniola jurtina - Engrandøje Aphantopus hyperanthus - Buskrandøje Pyronia tithonus - Moserandøje Coenonympha tullia - Okkergul randøje Coenonympha pamphilus - Perlemorrandøje Coenonympha arcania - Herorandøje Coenonympha hero - Skovrandøje Pararge aegeria - Vejrandøje Lasiommata megera - Skovvejrandøje Lasiommata maera - Bjergvejrandøje Lasiommata petropolitana |